# Dawson-Lambton Trough
Koordinaten: 76° 6′ S, 26° 55′ W
Der Dawson-Lambton Trough (englisch für Dawson-Lambton-Trog) ist ein Seebecken vor der Luitpold-Küste des ostantarktischen Coatslands. Es liegt unmittelbar vor der Mündung des Dawson-Lambton-Gletschers im südöstlichen Abschnitt des Weddell-Meers.
Die vom Advisory Committee on Undersea Features (ACUF) seit Juli 1997 anerkannte Benennung des Seebeckens erfolgte auf Vorschlag des Vermessungsingenieurs und Glaziologen Heinrich Hinze vom Alfred-Wegener-Institut. Die Benennung ist an diejenige des gleichnamigen Gletschers angelehnt. Dessen Namensgeber ist Elizabeth Dawson-Lambton (1836–unbekannt), eine Sponsorin des britischen Polarforschers Ernest Shackleton bei der Nimrod-Expedition (1907–1909) und der Endurance-Expedition (1914–1917).